# ماجناغو
ماجناجو ( ليجنانيز : Magnagu [maˈɲaːɡu] ) هي بلدية (مدينة) ومقرها في مقاطعة ميلانو التي تقع منطقة لومباردي الإيطالية ، وتبعد حوالي 30 كيلومتر (19 ميل) شمال غرب ميلانو .
تقع منطقة Magnago ماجناغو على حدود المناطق التالية: Samarate ساماراتي وBusto Arsizio بوستو ارسيتسيو وVanzaghello فانزكلو و Dairago داراجو و Castano Primo كاستانو بريمو و Buscate بوسكاتي .

## روابط خارجية
- الموقع الرسمي